# Badminton na Letnich Igrzyskach Olimpijskich 2012 – gra mieszana
Gra mieszana w Turnieju olimpijskim w badmintonie podczas XXX Letnich Igrzysk Olimpijskich w Londynie odbywała się w dniach od 28 lipca do 3 sierpnia 2012 roku w Wembley Arena. W rywalizacji udział brało 32 zawodników.

## Zasady turnieju
Sportowcy zostali podzieleni na grupy składające się z czterech debli. Dwie najlepsze pary z każdej grupy awansowały do ćwierćfinału. Od tego czasu rywalizacja przybrała formę pucharową. Zwycięzcy awansowali do kolejnej rundy, a przegrani odpadli z rywalizacji. W trakcie całego turnieju mecze grało się do dwóch zwycięskich setów. Set kończył się, gdy debel uzyskał 21 punktów i jednocześnie miał co najmniej dwa punkty przewagi nad rywalami.

## Rozstawione pary
1. Zhang Nan / Zhao Yunlei
2. Xu Chen / Ma Jin
3. Tontowi Ahmad / Lilyana Natsir
4. Joachim Fischer Nielsen / Christinna Pedersen

## Turniej główny

### Runda finałowa
|  |              |                                     |              |                                     |              |    |    |                               |                               |           |           |                                     |                   |                   |                   |                   |       |       |       |
|  | Ćwierćfinały | Ćwierćfinały                        | Ćwierćfinały | Ćwierćfinały                        | Ćwierćfinały |    |    | Półfinały                     | Półfinały                     | Półfinały | Półfinały | Półfinały                           |                   |                   | Finał             | Finał             | Finał | Finał | Finał |
|  | Ćwierćfinały | Ćwierćfinały                        | Ćwierćfinały | Ćwierćfinały                        | Ćwierćfinały |    |    | Półfinały                     | Półfinały                     | Półfinały | Półfinały | Półfinały                           |                   |                   | Finał             | Finał             | Finał | Finał | Finał |
|  |              |                                     |              |                                     |              |    |    |                               |                               |           |           |                                     |                   |                   |                   |                   |       |       |       |
|  |              |                                     |              |                                     |              |    |    |                               |                               |           |           |                                     |                   |                   |                   |                   |       |       |       |
|  | A1           | Zhang Nan Zhao Yunlei               | 21           | 21                                  |              |    |    |                               |                               |           |           |                                     |                   |                   |                   |                   |       |       |       |
|  | A1           | Zhang Nan Zhao Yunlei               | 21           | 21                                  |              |    |    |                               |                               |           |           |                                     |                   |                   |                   |                   |       |       |       |
|  | C2           | Thomas Laybourn Kamilla Rytter Juhl | 13           | 17                                  |              |    |    |                               |                               |           |           |                                     |                   |                   |                   |                   |       |       |       |
|  | C2           | Thomas Laybourn Kamilla Rytter Juhl | 13           | 17                                  |              |    | A1 | Zhang Nan Zhao Yunlei         | 17                            | 21        | 21        |                                     |                   |                   |                   |                   |       |       |       |
|  |              |                                     |              |                                     |              |    | A1 | Zhang Nan Zhao Yunlei         | 17                            | 21        | 21        |                                     |                   |                   |                   |                   |       |       |       |
|  |              |                                     | B1           | Joachim Fischer Christinna Pedersen | 21           | 17 | 19 |                               |                               |           |           |                                     |                   |                   |                   |                   |       |       |       |
|  | B1           | Joachim Fischer Christinna Pedersen | B1           | Joachim Fischer Christinna Pedersen | 21           | 17 | 19 | 21                            | 21                            |           |           |                                     |                   |                   |                   |                   |       |       |       |
|  | B1           | Joachim Fischer Christinna Pedersen |              |                                     |              |    |    |                               |                               |           |           |                                     |                   |                   |                   |                   |       |       |       |
|  | D2           | Sudket Prapakamol S. Thoungthongkam | 15           | 13                                  |              |    |    |                               |                               |           |           |                                     |                   |                   |                   |                   |       |       |       |
|  | D2           | Sudket Prapakamol S. Thoungthongkam | 15           | 13                                  |              |    | A1 | Zhang Nan Zhao Yunlei         | 21                            | 21        |           |                                     |                   |                   |                   |                   |       |       |       |
|  |              |                                     |              |                                     |              |    |    |                               |                               |           |           |                                     |                   |                   |                   |                   |       |       |       |
|  |              |                                     | D1           | Xu Chen Ma Jin                      | 11           | 17 |    |                               |                               |           |           |                                     |                   |                   |                   |                   |       |       |       |
|  | A2           | Michaels Fuchs Birgit Michels       | D1           | Xu Chen Ma Jin                      | 11           | 17 | 15 | 9                             |                               |           |           |                                     |                   |                   |                   |                   |       |       |       |
|  | A2           | Michaels Fuchs Birgit Michels       |              |                                     |              |    |    |                               |                               |           |           |                                     |                   |                   |                   |                   |       |       |       |
|  | C1           | Tontowi Ahmad Liliyana Natsir       | 21           | 21                                  |              |    |    |                               |                               |           |           |                                     |                   |                   |                   |                   |       |       |       |
|  | C1           | Tontowi Ahmad Liliyana Natsir       | 21           | 21                                  |              |    | C1 | Tontowi Ahmad Liliyana Natsir | 23                            | 18        | 13        | Mecz o 3. miejsce                   | Mecz o 3. miejsce | Mecz o 3. miejsce | Mecz o 3. miejsce | Mecz o 3. miejsce |       |       |       |
|  |              |                                     |              |                                     |              |    | C1 | Tontowi Ahmad Liliyana Natsir | 23                            | 18        | 13        | Mecz o 3. miejsce                   | Mecz o 3. miejsce | Mecz o 3. miejsce | Mecz o 3. miejsce | Mecz o 3. miejsce |       |       |       |
|  |              |                                     | D1           | Xu Chen Ma Jin                      | 21           | 21 | 21 |                               |                               |           |           |                                     |                   |                   |                   |                   |       |       |       |
|  | B2           | Robert Mateusiak Nadieżda Zięba     | D1           | Xu Chen Ma Jin                      | 21           | 21 | 21 | 21                            | 16                            | 21        |           |                                     |                   |                   |                   |                   |       |       |       |
|  | B2           | Robert Mateusiak Nadieżda Zięba     |              |                                     |              |    |    |                               |                               | 21        | B1        | Joachim Fischer Christinna Pedersen | 21                | 21                |                   |                   |       |       |       |
|  | D1           | Xu Chen Ma Jin                      | 19           | 21                                  | 23           |    |    |                               |                               |           | B1        | Joachim Fischer Christinna Pedersen | 21                | 21                |                   |                   |       |       |       |
|  | D1           | Xu Chen Ma Jin                      | 19           | 21                                  | 23           |    |    | C1                            | Tontowi Ahmad Liliyana Natsir | 12        | 12        |                                     |                   |                   |                   |                   |       |       |       |
|  |              |                                     |              |                                     |              |    |    | C1                            | Tontowi Ahmad Liliyana Natsir | 12        | 12        |                                     |                   |                   |                   |                   |       |       |       |

### Faza grupowa
Wszystkie godziny podane są w czasie polskim letnim (UTC+02:00).

#### Grupa A
| Zawodnicy                                 | Mecz | W | P | S+ | S- | Pkt. |
| ----------------------------------------- | ---- | - | - | -- | -- | ---- |
| Zhang Nan / Zhao Yunlei                   | 3    | 3 | 0 | 6  | 0  | 3    |
| Michaels Fuchs / Birgit Michels           | 3    | 2 | 1 | 4  | 4  | 2    |
| Aleksandr Nikołajenko / Walerija Sorokina | 3    | 1 | 2 | 3  | 5  | 1    |
| Chris Adcock / Imogen Bankier             | 3    | 0 | 3 | 2  | 6  | 0    |

| Drużyna 1                                 | Wynik | Drużyna 2                                 |
| ----------------------------------------- | ----- | ----------------------------------------- |
| Chris Adcock / Imogen Bankier             | 1-2   | Aleksandr Nikołajenko / Walerija Sorokina |
|                                           |       |                                           |
| Zhang Nan / Zhao Yunlei                   | 2-0   | Michaels Fuchs / Birgit Michels           |
|                                           |       |                                           |
| Chris Adcock / Imogen Bankier             | 1-2   | Michaels Fuchs / Birgit Michels           |
|                                           |       |                                           |
| Zhang Nan / Zhao Yunlei                   | 2-0   | Aleksandr Nikołajenko / Walerija Sorokina |
|                                           |       |                                           |
| Aleksandr Nikołajenko / Walerija Sorokina | 1-2   | Michaels Fuchs / Birgit Michels           |
|                                           |       |                                           |
| Zhang Nan / Zhao Yunlei                   | 2-0   | Chris Adcock / Imogen Bankier             |

#### Grupa B
| Zawodnicy                             | Mecz | W | P | S+ | S- | Pkt. |
| ------------------------------------- | ---- | - | - | -- | -- | ---- |
| Joachim Fischer / Christinna Pedersen | 3    | 3 | 0 | 6  | 1  | 3    |
| Robert Mateusiak / Nadieżda Zięba     | 3    | 2 | 1 | 5  | 2  | 2    |
| Shintarō Ikeda / Reiko Shiota         | 3    | 1 | 2 | 2  | 5  | 1    |
| Tobby Ng / Grace Guo                  | 3    | 0 | 3 | 1  | 6  | 0    |

| Drużyna 1                             | Wynik | Drużyna 2                         |
| ------------------------------------- | ----- | --------------------------------- |
| Shintarō Ikeda / Reiko Shiota         | 0-2   | Robert Mateusiak / Nadieżda Zięba |
|                                       |       |                                   |
| Joachim Fischer / Christinna Pedersen | 2-0   | Tobby Ng / Grace Guo              |
|                                       |       |                                   |
| Shintarō Ikeda / Reiko Shiota         | 2-1   | Tobby Ng / Grace Guo              |
|                                       |       |                                   |
| Joachim Fischer / Christinna Pedersen | 2-1   | Robert Mateusiak / Nadieżda Zięba |
|                                       |       |                                   |
| Joachim Fischer / Christinna Pedersen | 2-0   | Shintarō Ikeda / Reiko Shiota     |
|                                       |       |                                   |
| Robert Mateusiak / Nadieżda Zięba     | 2-0   | Tobby Ng / Grace Guo              |

#### Grupa C
| Zawodnik                              | Mecz | W | P | S+ | S- | Pkt. |
| ------------------------------------- | ---- | - | - | -- | -- | ---- |
| Tontowi Ahmad / Liliyana Natsir       | 3    | 3 | 0 | 6  | 0  | 3    |
| Thomas Laybourn / Kamilla Rytter Juhl | 3    | 2 | 1 | 4  | 2  | 2    |
| Lee Yong-dae / Ha Jung-eun            | 3    | 1 | 2 | 2  | 4  | 1    |
| Valiyaveetil Diju / Jwala Gutta       | 3    | 0 | 3 | 0  | 6  | 0    |

| Zespół 1                              | Wynik | Zespół 2                              |
| ------------------------------------- | ----- | ------------------------------------- |
| Tontowi Ahmad / Liliyana Natsir       | 2-0   | Valiyaveetil Diju / Jwala Gutta       |
|                                       |       |                                       |
| Tontowi Ahmad / Liliyana Natsir       | 2-0   | Lee Yong-dae / Ha Jung-eun            |
|                                       |       |                                       |
| Thomas Laybourn / Kamilla Rytter Juhl | 2-0   | Valiyaveetil Diju / Jwala Gutta       |
|                                       |       |                                       |
| Thomas Laybourn / Kamilla Rytter Juhl | 2-0   | Lee Yong-dae / Ha Jung-eun            |
|                                       |       |                                       |
| Lee Yong-dae / Ha Jung-eun            | 2-0   | Valiyaveetil Diju / Jwala Gutta       |
|                                       |       |                                       |
| Tontowi Ahmad / Liliyana Natsir       | 2-0   | Thomas Laybourn / Kamilla Rytter Juhl |

#### Grupa D
| Zawodnik                              | Mecz | W | P | S+ | S- | Pkt. |
| ------------------------------------- | ---- | - | - | -- | -- | ---- |
| Xu Chen / Ma Jin                      | 3    | 3 | 0 | 6  | 0  | 3    |
| Sudket Prapakamol / S. Thoungthongkam | 3    | 2 | 1 | 4  | 2  | 2    |
| Chan Peng Soon / Goh Liu Ying         | 3    | 1 | 2 | 2  | 5  | 1    |
| Chen Hung-ling / Cheng Wen-hsing      | 3    | 0 | 3 | 1  | 6  | 0    |

| Drużyna 1                                  | Wynik | Drużyna 2                                  |
| ------------------------------------------ | ----- | ------------------------------------------ |
| Chan Peng Soon / Goh Liu Ying              | 2-1   | Chen Hung-ling / Cheng Wen-hsing           |
|                                            |       |                                            |
| Chan Peng Soon / Goh Liu Ying              | 0:2   | Sudket Prapakamol / Saralee Thoungthongkam |
|                                            |       |                                            |
| Xu Chen / Ma Jin                           | 2-0   | Chen Hung-ling / Cheng Wen-hsing           |
|                                            |       |                                            |
| Xu Chen / Ma Jin                           | 2-0   | Sudket Prapakamol / Saralee Thoungthongkam |
|                                            |       |                                            |
| Sudket Prapakamol / Saralee Thoungthongkam | 2-0   | Chen Hung-ling / Cheng Wen-hsing           |
|                                            |       |                                            |
| Xu Chen / Ma Jin                           | 2-0   | Chan Peng Soon / Goh Liu Ying              |